# Wilhelm Koch
Wilhelm Koch, född 3 mars 1877, död 7 mars 1950, var en tysk politiker.
Koch var 1908-13 arbetarsekreterare i Hagen, 1913-21 ledare för riksförbundet av tyska statsanställda och blev senare 2:e ordförande i Tysklands arbetarföreningars centralorganisation. Han invaldes 1919 i nationalförsamlingen och 1920 i riksdagen som medlem av tysknationella folkpartiet. 1927 blev han transportminister i Wilhelm Marx' 4:e regering men avgick i juni 1928. Koch röstade som minister i maj 1927 tillsammans med 36 av sina partikamrater mot antagandet av lagen till republikens skydd.